# 蔡锷墓
28°11′02″N 112°55′41″E / 28.18389°N 112.92806°E
蔡锷墓坐落在中华人民共和国湖南省长沙市岳麓区岳麓山白鹤泉左后方山腰，现在是全国重点文物保护单位。

## 历史
蔡锷（1882年－1916年），原名艮寅，字松坡，湖南邵阳人。清末民初政治家、军事家。曾经响应辛亥革命，后来发动反对袁世凯复辟帝制洪憲帝制的護國戰爭以维护宪政，被称为护国大将军。蔡锷因患咽喉疾病于1916年9月赴日本福冈医院就医，因医治无效于同年11月8日去世，得年34岁，次年4月12日归葬中国。
蔡锷墓包括墓冢、墓塔（墓碑）和围栏等构成，整个墓地占地1974平方米，均以花岗岩石铺砌，左右二侧修有石级导入。墓塔通高12米，中心墓碑通高4.8米，正面以紫铜镶嵌于碑心，刻有“蔡公松坡之墓”五个字。墓地周围围以栏杆，栏杆镶嵌有石板，石板上分别刻有湖南、湖北、江西、贵州、廣東、廣西、熱河、察哈爾等省省长、都督所悼赠铭文。
2006年，中华人民共和国国务院将其列入全国重点文物保护单位。
- 蔡锷墓庐